# ジョアンナ・ブーイソン
ジョアンナ・ブーイソン（英語: Johanna Booyson、1857年1月17日 - 1968年6月16日）は、1968年3月から死去まで長寿世界一であった南アフリカ共和国の女性。
1857年1月、トランスヴァール共和国（現在は南アフリカ共和国領）生まれ。1968年6月、111歳151日で死去。南アフリカ共和国で唯一存命人物での長寿世界一になった人物である。